# Ноутъс
Ноутъс (на английски: Notus) е град в окръг Кениън, щата Айдахо, САЩ. Ноутъс е с население от 458 жители (2000) и обща площ от 1 km². Намира се на 706 m надморска височина. ЗИП кодът му е 83656, а телефонният му код е 208.